# جک اکل
جک اکل (انگلیسی: Jack Eccles؛ 31 مارس 1869 – ۲ فوریهٔ ۱۹۳۲) بازیکن فوتبال اهل بریتانیا بود.
از باشگاه‌هایی که در آن بازی کرده‌است می‌توان به باشگاه فوتبال استوک سیتی اشاره کرد.